# سهل البون
سهل البون يعرف محليا باسم قاع البون، هو وادي يقع في شمال وسط اليمن في محافظة عمران. حيث يقع شمال سهل صنعاء مباشرة، ويفصل بينهما منطقة صخرية تشكلت بسبب النشاط البركاني، وأعلى نقطة بينهما هي جبل ضين.  حيث يمتد قاع البون من الجنوب الغربي إلى الشمال الشرقي،حيث يكون الجزء الجنوبي الغربي أعلى (البون الأعلى) والجزء الشمالي الشرقي منخفض (البون الأسفل).  الجزء الرئيسي من قاع وادي البون مسطح ويخضع للزراعة على نطاق واسع.  «حيث يُعتبر وادي البون جاف نسبيًا، حيث يتلقى في المتوسط 300-400 ملم من الأمطار سنويًا. يُصرف الماء في السهل نحو الشمال الشرقي».  يتم تجفيف السهل باتجاه الشمال الشرقي، ويمر عبر مضيق بركاني ضيق باتجاه وادي الخارد وفي النهاية الجوف.  المستوطنات الرئيسية في سهل البون هي ريدة في الوسط وعمران في الجنوب. 
ينقسم قاع البون تقليديا إلى قسمين: البون الكبير، يشكل معظمه، بينما البون الأصغر، هو المنطقة الأصغر في الجنوب. نهاية السهل غربي عمران.  إلى الشمال الغربي ،يُحسب السهل المحيط بحمدة أحيانًا أيضًا كجزء من قاع البون، تحت اسم البون الداخلي.  يرتفع الجزء الجنوبي الغربي من قاع البون تدريجياً باتجاه سفح المصانع، وهي هضبة ذات جوانب شديدة الانحدار.  من الشمال، يحد السهل هضبة الظاهر،ومن الغرب هضبة جبل عيال يزيد، وهي جزء من نفس تكوين الزاهر.  إلى الشرق توجد منطقة أرحب القبلية المرتفعة. 